# Buddleja auriculata
Buddleja auriculata är en flenörtsväxtart som beskrevs av George Bentham. Buddleja auriculata ingår i släktet buddlejor, och familjen flenörtsväxter. Inga underarter finns listade i Catalogue of Life.

## Bildgalleri

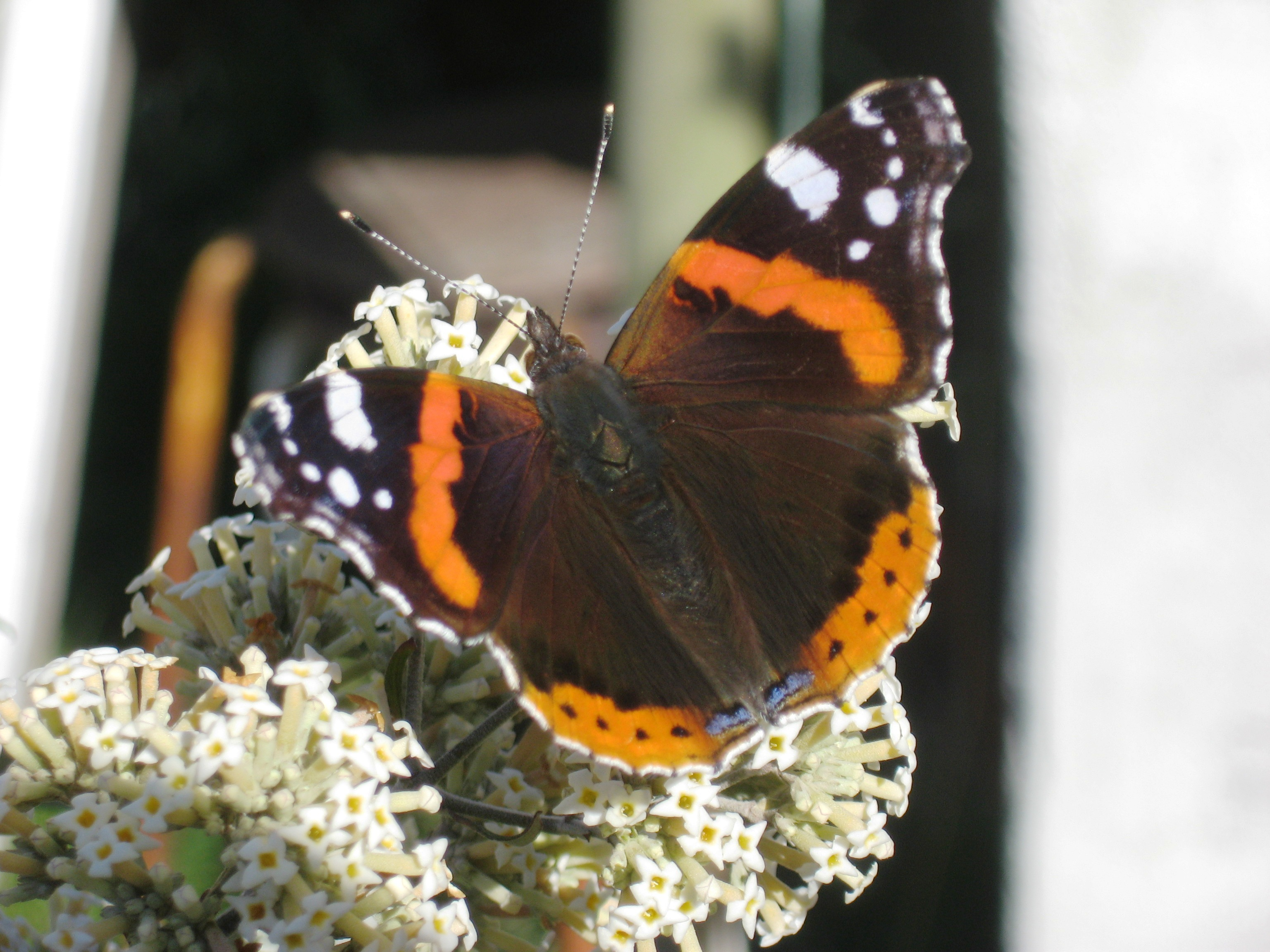